# Apodacra linearis
Apodacra linearis är en tvåvingeart som beskrevs av Villeneuve 1933. Apodacra linearis ingår i släktet Apodacra och familjen köttflugor.
Artens utbredningsområde är Egypten. Inga underarter finns listade i Catalogue of Life.